# Plettet vagteltinamu
Den plettede vagteltinamu (latin: Nothura maculosa) er en almindelig tinamuart, som findes i Brasilien, Paraguay, Uruguay og Argentina. Den plettede vagteltinamu er ca. 24-25,5 cm lang. Dens føde består af planter, frø og smådyr. Hunnen bliver kønsmoden inden for 2 måneder og kan få 5 til 6 kuld unger årligt. Hannen bliver i forhold til hunnen langsomt kønsmoden. Hannen udruger æggene og opfostrer kyllingerne alene, hvert kuld består af ca. 4-6 kyllinger. Æggene er mørkebrune.